# Warped!
Warped! (conocida en Latinoamérica como Warped: Tienda de Cómics y en España como Warped: La Tienda de Cómics) es una serie de televisión estadounidense de comedia creada por Kevin Kopelow y Heath Seifert. La serie es protagonizada por Kate Godfrey, Anton Starkman, Ariana Molkara y Christopher Martinez. La serie se estrenó en los Estados Unidos el 16 de enero de 2022 y finalizó el 31 de marzo del mismo año después de una temporada. En Latinoamérica la serie se emitió entre el 1 de abril y 2 de julio de 2022, por otra parte, en España se emitió entre el 30 de mayo y 15 de junio de 2022.

## Trama
Warped! sigue la historia de Milo, un chico geek, quien es gerente de una popular tienda de cómics llamada Warped!. Su tranquilidad se ve interrumpida cuando su jefe contrata a Ruby, una chica muy excéntrica e impulsiva que acaba de mudarse a la ciudad.

## Personajes

### Personajes principales
- Kate Godfrey como Ruby: Es una chica excéntrica e impulsiva. Ella se muda a la ciudad y comienza trabajar en Warped!, una tienda de cómics. Además de ser una experta en cómics como Milo, es una buena dibujante y le ayuda con su novela gráfica diseñando los personajes.
- Anton Starkman como Milo: Es el gerente de la tienda de cómics Warped! y además es experto en cómics. Recurrentemente actúa como el máximo responsable de las situaciones complicadas que viven él y sus amigos. Sueña con escribir una novela gráfica.
- Ariana Molkara como Darby: Es una amiga de Milo y Ruby. Ella suele disfrazarse de diferentes personajes de ficción.
- Christopher Martinez como Hurley: Es un amigo de Milo y Ruby. Él trabaja en la pizzería que se encuentra un piso arriba de la tienda de cómics Warped!, en el mismo centro comercial, aunque a menudo descuida su trabajo.

### Personajes recurrentes
- Makenzie Lee-Foster como Ren: Es una chica que suele estar en la tienda de cómics leyendo cómics para un público más maduro.
- Milan Carter como Wilson: Dueño de Warped! y jefe de Milo y Ruby.

## Producción
El 23 de octubre de 2020, Nickelodeon ordenó un piloto para un nuevo proyecto llamado Warped!, la cual sería una serie de televisión con temática centrada en una tienda de cómics, la serie sería creada por Kevin Kopelow y Heath Seifert, siendo productores ejecutivos. Después de la realización del piloto, el 18 de marzo de 2021 se anunció que Nickelodeon dio luz verde al proyecto, la cual sería protagonizada por Kate Godfrey, Anton Starkman, Ariana Molkara y Christopher Martinez.
El 20 de diciembre de 2021 se anunció que la serie estrenaría en los Estados Unidos el 20 de enero de 2022, sin embargo, fue estrenado el primer episodio como adelanto el 16 de enero de 2022. La primera temporada contó con 13 episodios, los cuales se estrenaron en Estados Unidos cada jueves, terminando el 31 de marzo de 2022. El 18 de agosto de 2022 se anunció la cancelación de la serie después de su única temporada.

## Episodios
| N.º | Título                                           | Estreno original      | Estreno en Latinoamérica | Estreno en España   | Cod. Prod. | Audiencia (millones) |
| --- | ------------------------------------------------ | --------------------- | ------------------------ | ------------------- | ---------- | -------------------- |
| 1   | «Piloto» «Pilot!»                                | 16 de enero de 2022   | 1 de abril de 2022       | 30 de mayo de 2022  | 101        | 0.15                 |
| 2   | «¡Desafío!» «Challenged!»                        | 20 de enero de 2022   | 8 de abril de 2022       | 31 de mayo de 2022  | 102        | 0.24                 |
| 3   | «¡Engañados!» «Duped!»                           | 27 de enero de 2022   | 29 de abril de 2022      | 1 de junio de 2022  | 105        | 0.31                 |
| 4   | «¡Conflictuados espaciales!» «Space-Conflicted!» | 3 de febrero de 2022  | 22 de abril de 2022      | 2 de junio de 2022  | 107        | 0.25                 |
| 5   | «¡Ensandwichados!» «Sandwiched!»                 | 10 de febrero de 2022 | 7 de mayo de 2022        | 3 de junio de 2022  | 103        | 0.23                 |
| 6   | «¡Robados!» «Plagiarized!»                       | 17 de febrero de 2022 | 14 de mayo de 2022       | 6 de junio de 2022  | 109        | 0.32                 |
| 7   | «¡Asustados!» «Creeped!»                         | 24 de febrero de 2022 | 21 de mayo de 2022       | 7 de junio de 2022  | 104        | 0.21                 |
| 8   | «¡Grabado!» «Recorded!»                          | 3 de marzo de 2022    | 28 de mayo de 2022       | 8 de junio de 2022  | 108        | 0.21                 |
| 9   | «¡Limitados!» «Limited!»                         | 10 de marzo de 2022   | 4 de junio de 2022       | 9 de junio de 2022  | 106        | 0.30                 |
| 10  | «¡Mapachados!» «Raccooned!»                      | 17 de marzo de 2022   | 11 de junio de 2022      | 10 de junio de 2022 | 112        | 0.36                 |
| 11  | «¡Contratada!» «Hired!»                          | 24 de marzo de 2022   | 18 de junio de 2022      | 13 de junio de 2022 | 110        | 0.43                 |
| 12  | «¡Talentosos!» «Talented!»                       | 31 de marzo de 2022   | 25 de junio de 2022      | 14 de junio de 2022 | 113        | 0.18                 |
| 13  | «¡Terminada!» «Finished!»                        | 31 de marzo de 2022   | 2 de julio de 2022       | 15 de junio de 2022 | 111        | 0.13                 |